# Quinel
Quinel es una localidad rural de la comuna de Cabrero en la provincia del Biobío, región del Biobío, Chile.

## Etimología
Toma su nombre de la voz kiméln, que significa “Manifestar algo”.

## Historia
Sus orígenes se remontan a una antigua aldea de indios en la comuna de Cabrero  y da el nombre a toda la localidad. Desde 1996 en su acceso principal cuenta con una reja metálica del Regimiento de Artillería Tacna de Santiago ubicado frente al antiguo Parque Cousiño fueron construidas a fines del siglo XIX y demolidas el año 1987, después fueron adquiridas por el dueño del Fundo Quinel quien las instaló en su propiedad en 1996.

## Presente
En su área se conoce el sector Las Trancas de Quinel.